# Équipe de Géorgie de rugby à XV des moins de 20 ans
L'équipe de Géorgie des moins de 20 ans est constituée par une sélection des meilleurs joueurs géorgiens de rugby à XV de moins de 20 ans, sous l'égide de la fédération géorgienne de rugby à XV.

## Histoire
L'équipe de Géorgie des moins de 20 ans est créée en 2008, remplaçant les équipes de Géorgie des moins de 21 ans et des moins de 19 ans à la suite de la décision de l'IRB en 2007 de restructurer les compétitions internationales junior. Elle participe chaque année, selon son classement, au championnat du monde junior ou au trophée mondial des moins de 20 ans.
Les jeunes Géorgiens remportent l'édition 2015 du Trophée mondial (en), leur permettant de décrocher leur première qualification pour le championnat du monde junior en 2016. En parallèle, la Géorgie se voit attribuer quelques jours plus tôt l'organisation du championnat du monde junior 2017.
La sélection est un temps enregistrée par la Fédération en tant qu'équipe réserve de l'équipe nationale senior ; cette particularité est abolie par les règlements de World Rugby à compter du 1er janvier 2018,.
Durant l'été 2022, la Géorgie participe aux Six Nations Summer Series, nouvelle compétition organisée en l'absence du Championnat du monde junior, annulé à cause de la pandémie de Covid-19 pour la troisième année consécutive, et qui regroupe les six équipes du Tournoi des Six Nations des moins de 20 ans ainsi que l'Afrique du Sud

## Palmarès
- Trophée mondial de rugby à XV des moins de 20 ans :
  - Vainqueur : 2015 (en).